# Афанасій
Афана́сій, Атана́сій — християнське чоловіче ім'я грецького походження. Походить через староцерк.-слов. Аѳанасии, Атанасии від грец. Ἀθανάσιος, утвореного від прикметника грец. αθανάσιος («безсмертний»). У середньогрецькій мові літера θ вимовлялася як [θ], відсутній у слов'янських мовах, тому відповідно до різних варіантів читання відповідної старослов'янської літери ѳ виникли два варіанти читання імені.
Варіант «Афанасій» вважається канонічним церковним ім'ям (у західних областях поширеніший варіант «Атанасій»). Вживаними в Україні варіантами цього імені є Опанас і Панас, що утворилися в народному мовленні через заміну первісно невластивої слов'янським мовам фонеми /f/ на /p/ (а перший варіант, крім того, заміною початкового /a/ на /o/, як в інших грецьких іменах Олександр, Олексій, Оникій та ін.), а також Атанас.
Зменшувальні форми від «Панас» і «Опанас» — Панаско, Панасонько, Панасочко, Панасьо, Панасик, Опанаско, Опанасонько, Опанасочко, Опанасьо, Опанасик, від «Атанас» — Танасієнько, Танасієчко, Танаско, Танасьо, Танасик.
У деяких мовах це ім'я має жіночу форму Афанасія (Атанасія): грец. Αθανασία, серб. Атанасија/Atanasija, рум. Atanasia, пол. Atanazja, порт. Atanásia та інші.

## Іменини
За православним календарем
17, 20, 26 і 31 січня, 13 і 28 лютого, 5, 7, 21 і 22 березня, 6, 15 і 30 травня, 5 і 16 червня, 3, 18 і 31 липня, 2, 6 і 20 серпня, 4, 10, 18, 22 і 25 вересня, 11 і 28 жовтня, 5, 7, 9, 10, 20 і 25 листопада, 5, 9 і 15 грудня.
За католицьким календарем
3 січня, 2 травня, 5 і 15 липня, 22 серпня.